# Carlton (Carlton-in-Lindrick)
Carlton is een Brits historisch merk van fietsen en motorfietsen.
De bedrijfsnaam was: Carlton Motor Cycles, Carlton in Lindrick, Nottinghamshire, later Carlton Cycles (Raleigh Industries Ltd.), Eastgate, Workshop, Nottinghamsire.
Dit was een Engelse rijwiel- en motorfietsenfabriek van racer/constructeur D.R. O’Donovan, waar van 1913 tot aan het begin van de Tweede Wereldoorlog lichte motorfietsen met 123cc-Villiers-motoren werden gebouwd. Zijn bedrijf is later opgegaan in de Raleigh-groep.
O'Donovan racete niet met zijn eigen motorfietsen. Van 1912 tot 1914 gebruikte hij daarvoor machines van Singer, NSU en Norton.